# العلاقات الألبانية اللاتفية
العلاقات الألبانية اللاتفية هي العلاقات الثنائية التي تجمع بين ألبانيا ولاتفيا.

## مقارنة بين البلدين
هذه مقارنة عامة ومرجعية للدولتين:
| وجه المقارنة                                              | ألبانيا                                                    | لاتفيا                                             |
| --------------------------------------------------------- | ---------------------------------------------------------- | -------------------------------------------------- |
| المساحة (كم2)                                             | 28.75 ألف                                                  | 64.59 ألف                                          |
| عدد السكان (نسمة)                                         | 3.02 مليون                                                 | 1.93 مليون                                         |
| الكثافة السكانية (ن./كم²)                                 | 105.04                                                     | 29.88                                              |
| العاصمة                                                   | تيرانا                                                     | ريغا                                               |
| اللغة الرسمية                                             | اللغة الألبانية                                            | اللغة اللاتفية                                     |
| العملة                                                    | ليك ألباني                                                 | يورو، لاتس لاتفي، الروبل اللاتفي ‏، الروبل اللاتفي ‏ |
| الناتج المحلي الإجمالي (بليون دولار)                      | 13.04 مليار                                                | 30.26 مليار                                        |
| الناتج المحلي الإجمالي (تعادل القوة الشرائية) بليون دولار | 33.17 مليار                                                | 49.24 مليار                                        |
| الناتج المحلي الإجمالي الاسمي للفرد دولار أمريكي          | 3.94 ألف                                                   | 14.06 ألف                                          |
| الناتج المحلي الإجمالي للفرد دولار أمريكي                 | 11.11 ألف                                                  | 23.55 ألف                                          |
| مؤشر التنمية البشرية                                      | 0.764                                                      | 0.819                                              |
| رمز المكالمات الدولي                                      | +355                                                       | +371                                               |
| رمز الإنترنت                                              | .al                                                        | .lv                                                |
| المنطقة الزمنية                                           | توقيت وسط أوروبا، ت ع م+01:00، ت ع م+02:00، أوروبا/تيرانا ‏ | ت ع م+02:00، ت ع م+03:00، أوروبا/ريغا ‏             |

## منظمات دولية مشتركة
يشترك البلدان في عضوية مجموعة من المنظمات الدولية، منها:
| علم المنظمة | اسم المنظمة                               | تاريخ انضمام ألبانيا | تاريخ انضمام لاتفيا |
| ----------- | ----------------------------------------- | -------------------- | ------------------- |
|             | منظمة التجارة العالمية                    | ?                    | 1999                |
|             | الأمم المتحدة                             | 14 ديسمبر 1955       | 17 سبتمبر 1991      |
|             | حلف شمال الأطلسي                          | 1 أبريل 2009         | 29 مارس 2004        |
|             | الاتحاد الدولي للاتصالات                  | 2 يونيو 1922         | 11 ديسمبر 1921      |
|             | مجلس أوروبا                               | ?                    | ?                   |
|             | يونسكو                                    | 16 أكتوبر 1958       | 9 يوليو 1951        |
|             | المنظمة الأوروبية لسلامة الملاحة الجوية   | 2002                 | 2011                |
|             | الاتحاد البريدي العالمي                   | ?                    | ?                   |
|             | مؤسسة التنمية الدولية                     | 15 أكتوبر 1991       | 11 أغسطس 1992       |
|             | منظمة حظر الأسلحة الكيميائية              | ?                    | ?                   |
|             | وكالة ضمان الاستثمار متعدد الأطراف        | 15 أكتوبر 1991       | 21 أغسطس 1998       |
|             | منظمة الشرطة الجنائية الدولية             | ?                    | ?                   |
|             | مؤسسة التمويل الدولية                     | 15 أكتوبر 1991       | 29 سبتمبر 1993      |
|             | البنك الدولي للإنشاء والتعمير             | 15 أكتوبر 1991       | 11 أغسطس 1992       |
|             | منظمة الأمن والتعاون في أوروبا            | 19 يونيو 1991        | 10 سبتمبر 1991      |
|             | المركز الدولي لتسوية المنازعات الاستشارية | 14 نوفمبر 1991       | 7 سبتمبر 1997       |

## وصلات خارجية
- موقع وزارة الخارجية الألبانية
- موقع وزارة الخارجية اللاتفية